# Kroktjärnen (Arvidsjaurs socken, Lappland, 727775-165468)
Kroktjärnen är en sjö i Arvidsjaurs kommun i Lappland och ingår i Byskeälvens huvudavrinningsområde.